# GK Близнецов
GK Близнецов (лат. GK Geminorum) — одиночная переменная звезда в созвездии Близнецов на расстоянии (вычисленном из значения параллакса) приблизительно 28 069 световых лет (около 8 606 парсек) от Солнца. Видимая звёздная величина звезды — от менее +16,9m до +12,6m.

## Характеристики
GK Близнецов — красная пульсирующая переменная звезда, мирида (M) спектрального класса M. Эффективная температура — около 3683 К.